# Édouard Cadier
Pour les articles homonymes, voir Cadier.
Édouard Cadier est un entrepreneur français en machinisme agricole, né le 31 janvier 1881 à Osse-en-Aspe (Basses-Pyrénées) et mort le 7 février 1958 à Orléans.

## Biographie

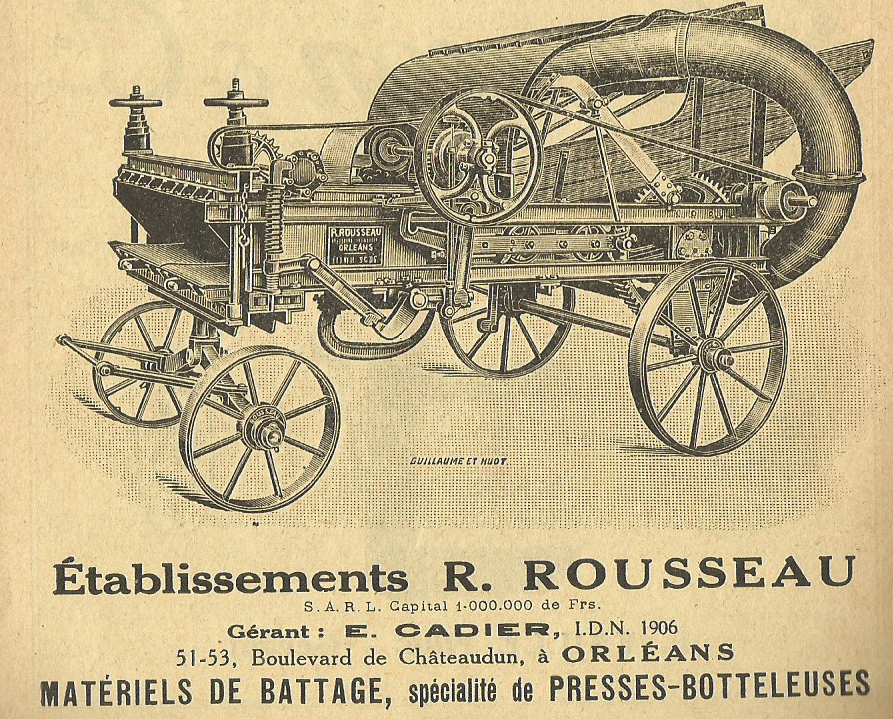
Publicité des établissements R. Rousseau (gérant E. Cadier) en 1929.

Édouard Cadier est diplômé ingénieur IDN (École centrale de Lille) en 1906. Il est d'abord ingénieur dans la société Thomson-Houston, puis chez Rivière-Casalis, fabricant de matériel agricole. Il prend la direction des établissements Rousseau, constructeur de matériel de battage à Orléans, qu'il développe fortement par des équipements agricoles innovants.
Il est aussi adjoint au maire d'Orléans.

## Brevets d'inventions
- Brevet GB 518862 Device for automatically binding bundles or bales of any kind with iron wire - 1938-05-31
- Brevet CA 433976 Ballot binding device  - 1946-04-02
- Brevet GB 595649 Improvements relating to the twisting of wires together  - 1947-12-11
- Brevet GB 694397 Improvements in and relating to baling presses for hay or straw - 1950-08-11
- Brevet US 2775339 Baler mechanism - 1952-01-31
- Brevet DE 934 795 Bindemechanismus fuer Ballenpressen - 1952-09-11
- Brevet DE 951 487 Bindemechanismus zum Binden von Futtermittelballen od. dgl. - 1952-07-31
- Brevet GB 733815 Improvements in high capacity presses for straw, fodder and the like - 1953-01-19
- Brevet GB 746491 Improvements in knotting mechanism for binding bales of straw and the like - 1953-02-27
- Brevet FR 1109523 Dispositif ramasseur, notamment pour presses-ramasseuses - 1954-07-29
- Brevet DE 921 114 Zubringermechanismus fuer Pressen, insbesondere fuer Futtermittel- und Strohpressen - 1954-12-09
- Brevet CA 541856 High density press for straw or hay - 1957-06-04
- Brevet FR 1192976 Ramasseur de récoltes et autres matières végétales  - 1957-11-21
- Brevet FR 1204534 Ramasseuse-botteleuse - 1958-04-16
- Brevet CH 354287 Machine râteleuse-botteleuse - 1958-04-16
- Brevet DE 1 082 446 Aufsammel-Ballenpresse fuer Heu, Stroh od. dgl. - 1958-04-16